# Thomas Nagel (Grafikdesigner)

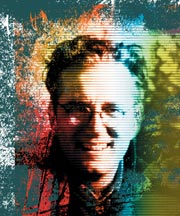
Thomas Nagel (1998)

Thomas Nagel (* 1962) ist ein deutscher Grafikdesigner, der insbesondere als Typograf bekannt wurde.

## Leben
Nagel absolvierte sein Studium der visuellen Kommunikation (1982–1987) an der Hochschule für Gestaltung in Offenbach am Main bei Friedrich Friedl. Er ist Mitglied im Rat für Formgebung und im ICSID „Roster of Experts“ (International Council of Societies of Industrial Design).
- 1985–1988 Designer bei Olaf Leu Design Frankfurt.
- 1988–1994 Projektleiter und Designer bei MetaDesign in Berlin und San Francisco (Erik Spiekermann).
- 1998 Gründung der mind21[1] factory for knowledge engineering, gemeinsam mit Alexander Branczyk und Georg Flachbart.
- 1994 Gründung des experimentellen Typografie-Kollaboratoriums Face2Face[2]
- Seit 1994 Partner und Geschäftsführer des Design-Unternehmens xplicit[3] in Frankfurt am Main / Berlin
- 2000 Lehrauftrag an der Merz Akademie Stuttgart
- 2008 Lehrauftrag an der Staatlichen Akademie der Bildenden Künste Stuttgart
- 2009/2010 Lehrauftrag an der AVA, Academy of Visual Arts,[4] Frankfurt

Nagel entwarf eine Reihe von elektronischen Alphabeten wie F2F El Dee Cons, F2F HogRoach oder F2F Pixmix. Er zählt zu den neuzeitlichen Vertretern der experimentellen Typografie im Bereich der neuen Techno-Schriften. Art Projects, Performances (Face2Face): »The Screen Scream« (Fuse 95 Berlin), »Attitudes for the next millennium« (Int. Design Conference, Aspen/USA, 1996); »Type vs. Typo vs. Text« (Typo96 Berlin), Hybrid WorkSpace (documenta X, 1997 Kassel); »Radio Dazed« (Deutscher Hörfunkpreis, Stuttgart, 1998)

## Veröffentlichungen
- F2F, Schrift- und Typografiemagazin (1994–1998, Mitherausgeber)
- HyperTypeLust, Typografische Mappe, Hrsg. HfG Offenbach / Klingspor-Museum, 2003
- Der typografische Spielfilm von Face2Face. Mainz 1998, Director, ISBN 3-87439-464-6

## Referenzen / Zitate
GDC (Graphic Designers of Canada) British Columbia Chapter: »World reknowned German designer and typographer Thomas Nagel of xplicit.de is GDC/BC’s special guest speaker on September 21.«
Mark Busse, President des GDC: »So Germany did not win the World Cup. No, they were ousted by Italy in the semi-finals. But Germany does have Thomas Nagel. And he is coming to Vancouver to talk to us about design inspiration and typography on Thursday September 21 at the Emily Carr Institute Theatre.«
Eröffnungsrede zur Ausstellung „Dimension der Fläche“ über herausragendes deutsches Kommunikationsdesign im Thailand Creative & Design Center (TCDC) im Auftrag von Goethe-Institut und Rat für Formgebung in Bangkok (2009) und Belgrad (2010).
Aufgenommen im internationalen Übersichtswerk:
- Friedrich Friedl (Hrsg.): Typografie: wann wer wie. Ott & Stein, Könemann Verlag, 1998, ISBN 3-89508-473-5